# Панакея
Панаке́я, Панаце́я (грец. Πανάκεια, Panakeia — всезцілителька) — богиня, дочка Асклепія та Епіони, цілителька людей. Цим ім'ям пізніше почали називати ліки, які нібито зціляють від усіх хвороб.

## Брати Панакеї
- Махаон — видатний лікар в давньогрецькій міфології[1]
- Подалірій — знаменитий лікар в давньогрецькій міфології[1]
- Телесфор[2] — бог видужання

## Сестри Панакеї
- Гігіея — богиня здоров'я[1]
- Акесо[1] — богиня видужання
- Аглая (Аглея, Егла)[1][2] — богиня доброго здоров'я. Таке саме ім'я мають кілька інших міфологічних персонажів.
- Медітріна[2] — богиня здоров'я, довголіття і вина
- Іасо — богиня лікування[2]

## Ліки «Панацея»
Панацея — міфологічний універсальний засіб від усіх хвороб. Пошуком панацеї займалися алхіміки. Назва походить від імені грецької богині Панакеї.
Сьогодні термін «панацея» вживається в образному сенсі, означаючи неймовірний засіб, який вирішить всі проблеми, причому не тільки медичного характеру. Зазвичай вживається з часткою «не». Наприклад: «фітотерапія ефективна при лікуванні багатьох хвороб, але вона, все ж, не панацея».